# Alan Chugajev
Alan Anatoljevitj Chugajev (ryska: Алан Анатольевич Хугаев), född 27 april 1989 i Ordzjonikidze (nuvarande Vladikavkaz), Ryssland, är en rysk brottare som tog OS-guld i mellanviktsbrottning vid de grekisk-romerska OS-brottningstävlingarna 2012 i London.